# Casteldelfino
Casteldelfino (Casteldofin in piemontese, Chasteldeifin in occitano, "La Vilo" nella variante locale, Châteaudauphin in francese) è un comune italiano di 139 abitanti della provincia di Cuneo in Piemonte, situato in alta Valle Varaita.

## Geografia fisica

### Territorio
Il comune si trova a ridosso della zona in cui la Valle Varaita si sdoppia, proseguendo verso ovest con la valle di Bellino e verso nord-ovest con la valle Varaita di Pontechianale. Il territorio comunale si estende a monte sull'inizio di entrambi i rami della valle, mentre a valle scende per alcuni chilometri lungo il fiume Varaita. Il confine del territorio comunale è delimitato dalla cima delle Lobbie, dal colle di Sampeyre, dal colle della Bicocca e dalla punta del Cavallo.
Nel territorio di Casteldelfino si trova una cospicua porzione del Bosco dell'Alevè, il più esteso bosco autoctono di pini cembri dell'Europa Occidentale. È zona protetta dall'Unione europea, come ugualmente protette sono le specie animali che vivono in questi luoghi. Nel bosco sono presenti molti sentieri che permettono ai turisti di perlustrarlo in tutta la sua ampiezza.
Nel comune di Casteldelfino sorge una centrale idroelettrica, visibile per la grossa conduttura che discende dalla montagna, collegata con il lago artificiale di Pontechianale.

## Storia
Il paese era noto dal X secolo con il nome di Villa Sant'Eusebio. All'epoca si trovava più in basso rispetto alla posizione attuale, in prossimità della confluenza dei due rami del torrente Varaita.
Possedimento del Marchesato di Saluzzo, all'inizio del XIII secolo Villa Sant'Eusebio passò sotto il Delfinato, che ne mantenne il controllo da allora. Nel 1330 il Delfino Umberto II vi fece costruire un castello, dove alcuni resti sono ancora visibili. Nel 1343 il territorio di Villa Sant'Eusebio, insieme a quelli di Bellino e Pontechianale (ovvero la cosiddetta Castellata, con Casteldelfino come capitale), entrò a far parte della Repubblica degli Escartons, in quello che viene appunto definito Escartoun di Casteldelfino. Nel 1349 il Delfinato venne ceduto alla Francia, e Villa Sant'Eusebio diventò francese.
Il borgo originale fu distrutto da una frana nel 1391; rimase in piedi solo la chiesa di Sant'Eusebio, ancora oggi esistente. Il paese fu ricostruito più in alto, nella posizione che occupa attualmente, e nel 1431 prese il nome di Casteldelfino, derivato appunto dal castello fatto costruire un secolo prima dal Delfino.
Durante il XVI secolo, con l'annessione del Marchesato di Saluzzo alla Francia, vi fu una rapida espansione del Protestantesimo nella valle, contrastata dalle truppe dei Savoia alla fine del secolo. Il territorio di Casteldelfino fu pesantemente interessato da queste attività, rimanendo per diverso tempo coonvolto nelle aspre guerre di religione. Nel 1601 infatti, con il trattato di Lione, Casteldelfino era stata ceduta da Carlo Emanuele I al regno di Francia, insieme ad altri territori sabaudi, in cambio del marchesato di Saluzzo.
Nel 1628, durante la guerra di successione del Monferrato, le truppe del ducato di Savoia riuscirono a sconfiggere francesi. Seguirono decenni di dominio incerto, durante i quali, nel 1690, vi fu anche la distruzione parziale del castello. Nel 1713, con il trattato di Utrecht, tutta la Castellata (che comprendeva anche Casteldelfino) tornò ai Savoia, entrando a far parte del regno di Sardegna. Con il cambio di dominazione, viene a cessare anche l'appartenenza della Castellata alla Repubblica degli Escartons. Nel 1743 il territorio di Casteldelfino fu teatro di violenti scontri tra l'esercito savoiardo e le truppe franco-spagnole nel quadro della guerra di successione austriaca.
Nel 1861 Casteldelfino fu il punto d'appoggio per la spedizione di William Mathews che il 30 agosto compì la prima ascensione del Monviso.
Negli anni trenta del XX secolo, il territorio di Casteldelfino fu interessato dalle opere difensive del Vallo Alpino, linea di fortificazioni sul confine alpino della nazione. Le opere sono ancora visibili ed in gran parte visitabili.

### Simboli
Lo stemma e il gonfalone del Comune sono stati concessi con decreto del presidente della Repubblica del 2 ottobre 2006.
(D.P.R. 2 ottobre 2006)
Il gonfalone è un drappo troncato di giallo e di azzurro.

## Società

### Evoluzione demografica
Abitanti censiti

## Monumenti e luoghi d'interesse

### Architetture religiose
- la chiesa parrocchiale di Santa Margherita di Antiochia
- la chiesa di Sant'Eusebio[non chiaro]

### Musei
- il centro di documentazione sui Santi del popolo, ovvero sui Santi della Tradizione locale presso la chiesa di Sant'Eusebio.
- il Museo en plein Air di arte sacra "Santi del Popolo" nell'omonima piazza, il primo Museo nel suo genere a livello nazionale, con le statue dei Santi in bronzo a misura d'uomo, raffiguranti San Nicola, San Lorenzo, Sant'Antonio Abate, San Giuseppe, Maria Vergine Immacolata, San Pio da Pietrelcina, San Francesco, Santa Chiara, Arcangelo Michele, Papa Giovanni Paolo II, San Giovanni Bosco, Domenico Savio, San Chiaffredo, San Sebastiano, Santa Lucia, Don Orione. Il Museo è dotato di impianto di diffusione di musica sacra e di lettura della scheda di ciascun santo presente nel museo;
- il Museo Etnografico Ier a la vilo[19]

### Altri luoghi
- le rovine del castello del 1330
- il Bosco dell'Alevè

## Cultura
È uno dei paesi della Valle Varaita in cui si parla la lingua occitana.

### Ricorrenze, feste e fiere
- la Casteldelfinando in fiore - Festa di Montagna la terza domenica di giugno;
- la Notte bianca il terzo sabato di luglio;
- la Festa patronale di Santa Margherita di Antiochia la terza domenica di luglio;
- le Chemin Royal gli ultimi due week end di luglio e tutto il mese di agosto;
- la Sagra del Miele e delle erbe curative il penultimo week-end di agosto;
- la Fiero di Son Martin il terzo week end di ottobre;
- il presepe vivente il 26 dicembre e la domenica successiva nel centro storico di Casteldelfino-Capoluogo.

## Economia
L'economia del comune di Casteldelfino è principalmente agricola; il turismo costituisce comunque un importante apporto economico.

### Turismo

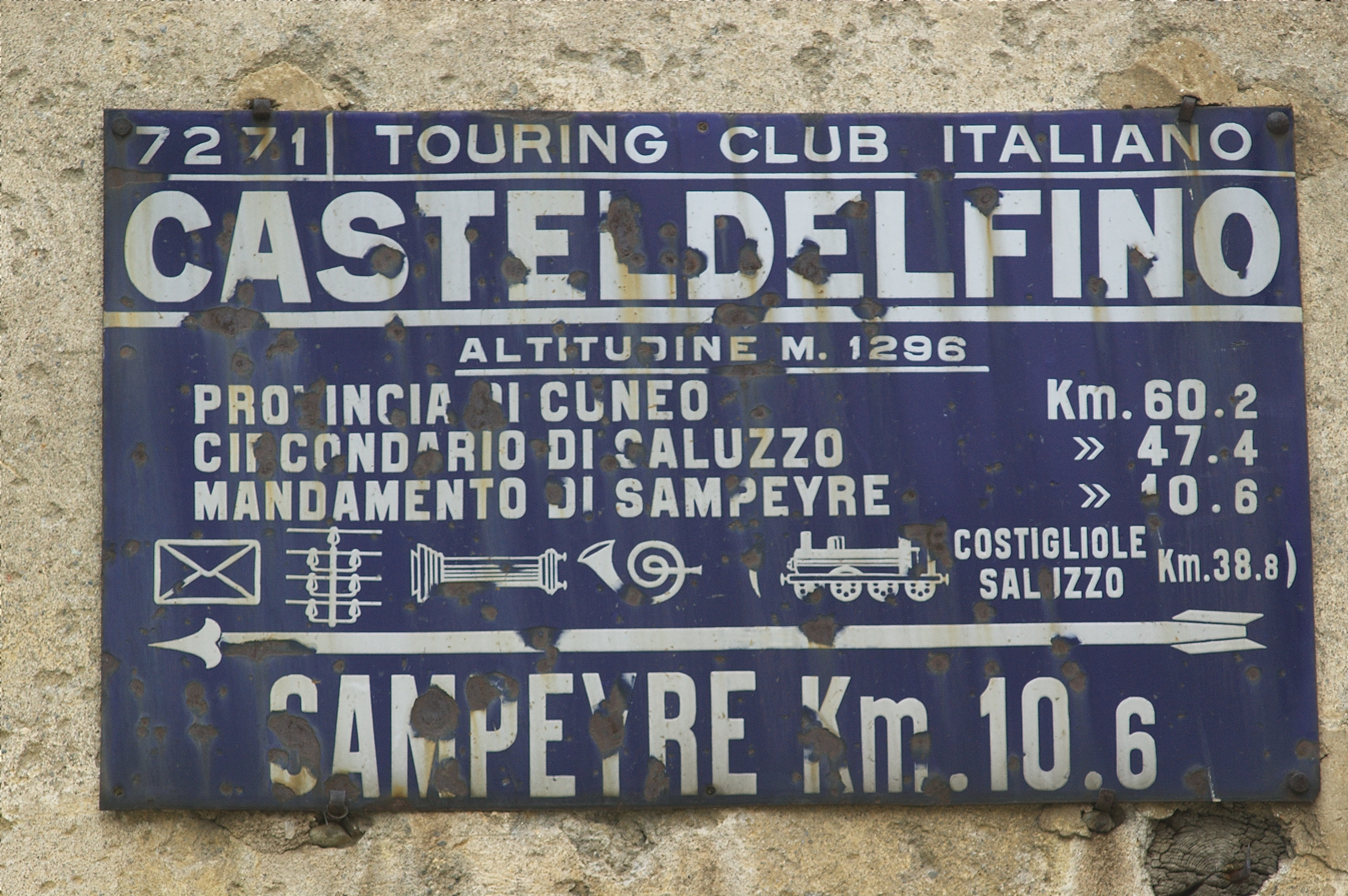
Cartello indicatore del Touring Club Italiano, anteriore al 1923.

Il capoluogo comunale è un valido punto d'appoggio per l'escursionismo, permettendo di raggiungere i monti di entrambi i rami della valle Varaita, e soprattutto il bosco dell'Alevè, il più grande bosco di pini cembri d'Europa, che si estende per larga parte sul territorio comunale.
D'inverno, sono disponibili due piste per lo sci di fondo, per uno sviluppo di 2, 3, 5 e 12 km. Inoltre, vi sono due skilift per principianti, ed una pista naturale per pattinaggio su ghiaccio.
Il comune offre una buona capacità ricettiva al turista.

## Amministrazione

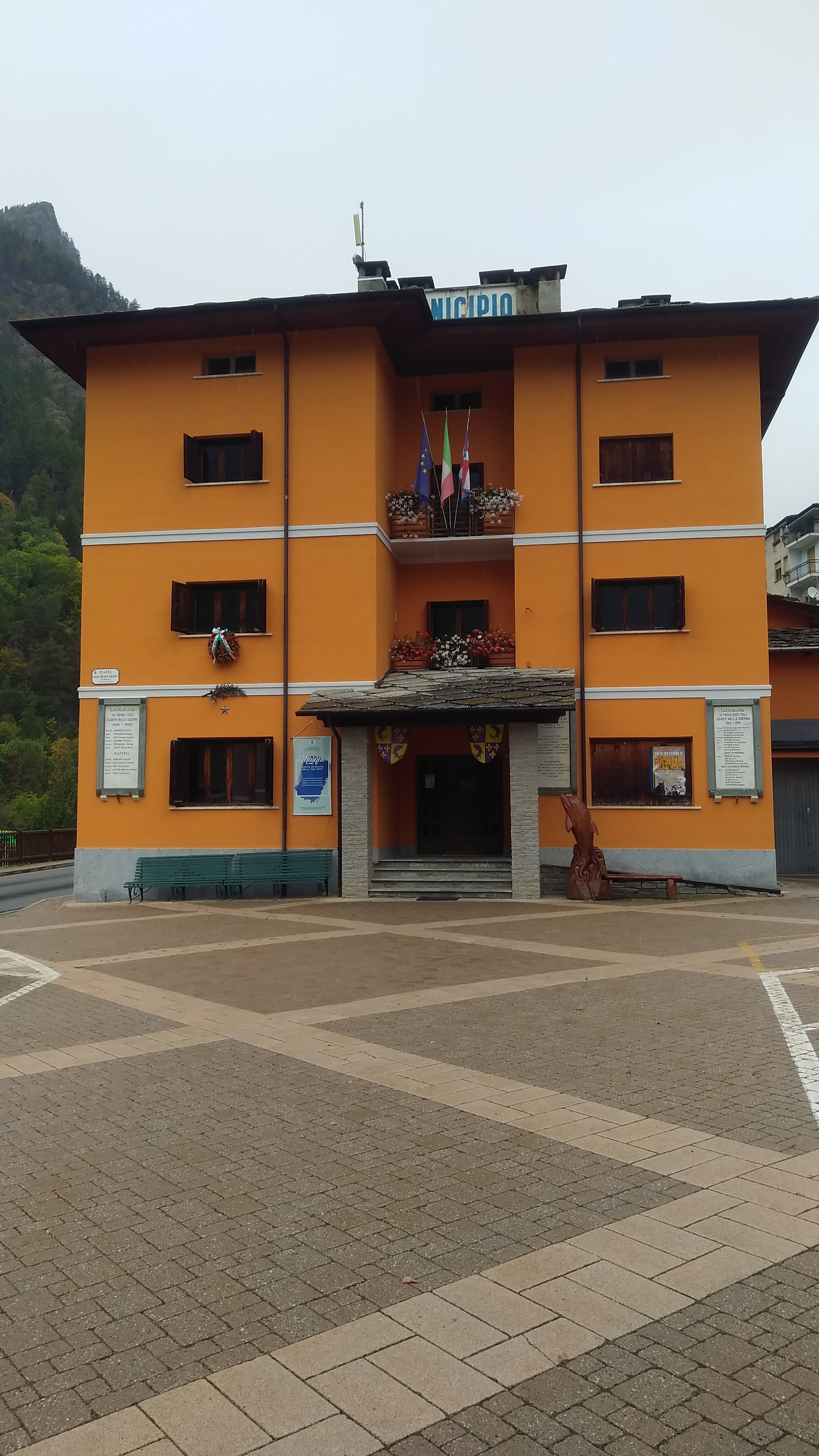
Il municipio

| Periodo        | Periodo        | Primo cittadino                | Partito                         | Carica  | Note   |
| -------------- | -------------- | ------------------------------ | ------------------------------- | ------- | ------ |
| 7 giugno 1993  | 28 aprile 1997 | Luciano Andrea Andreis         | Lista Civica                    | Sindaco | [ 23 ] |
| 28 aprile 1997 | 14 maggio 2001 | Luciano Andrea Andreis         | Indipendente                    | Sindaco | [ 23 ] |
| 14 maggio 2001 | 27 maggio 2005 | Bernardo Dao                   | Lista civica                    | Sindaco | [ 23 ] |
| 27 maggio 2005 | 30 maggio 2006 | Giacomino Allais (vicesindaco) | Indipendente                    | Sindaco | [ 23 ] |
| 30 maggio 2006 | 15 maggio 2011 | Domenico Amorisco              | Lista civica                    | Sindaco | [ 23 ] |
| 16 maggio 2011 | 6 giugno 2016  | Domenico Amorisco              | Lista civica: uniti per la vilo | Sindaco | [ 23 ] |
| 6 giugno 2016  | 4 ottobre 2021 | Alberto Anello                 | Lista civica                    | Sindaco | [ 23 ] |
| 4 ottobre 2021 | in carica      | Domenico Amorisco              | Lista civica                    | Sindaco | [ 23 ] |

### Altre informazioni amministrative
Casteldelfino faceva parte della Comunità montana Valli Po, Bronda, Infernotto e Varaita.